# Yves Franchet
Yves Franchet, né le 4 mars 1939 à Paris, est un statisticien français. Après 22 ans au service du développement des statistiques et politiques économiques et sociales dans les pays du Tiers-Monde, il sera pendant seize ans directeur-général d’Eurostat.

## Parcours professionnel
Yves Franchet est diplômé de l’École polytechnique de Paris et de l’École nationale de la statistique et de l'administration économique (ENSAE), il a poursuivi des études à l’université de Paris.
De 1965 à 1968 il est chef du département économique et statistique de l’Union douanière et économique d’Afrique centrale (UDEAC) à Brazzaville, République du Congo, puis, de 1968 à 1974, économiste à la Banque mondiale à Washington. 
De 1974 à 1977, il devient responsable des programmes de coopération technique de l’Institut national de la statistique et des études économiques (Insee). De 1977 à 1980, et est à la fois directeur de l’ENSAE et directeur du Centre européen de formation des statisticiens économistes des pays en voie de développement (CESD) où Lamine Diop lui succédera. 
De 1980 à 1983 il est nommé directeur adjoint du siège européen de la Banque mondiale à Paris, puis, de 1983 à 1987, vice-président et contrôleur de la Banque interaméricaine de développement à Washington. 
En 1987, il est nommé directeur-général d'Eurostat, le bras statistique de la Commission européenne. Le personnel d’Eurostat passe de 347 personnes en 1987 à 640 en 2002. La fin de sa carrière a été ternie par des accusations portées par la Commission sur son intégrité financière. Ces accusations se sont révélées sans fondement, le Tribunal De Grande Instance ayant décidé un non lieu sur ces accusations en 2009, non lieu confirmé en appel puis en cassation.
Yves Franchet a été président du bureau exécutif et membre du conseil d’administration de PEKEA (Political and Ethical Knowledge in Economic Activities),  de 2005 à 2020 ,association qui a pour objet de « qualifier le projet de construire un savoir politique et éthique sur les activités économiques ».
Yves Franchet a reçu pour ses travaux des distinctions de la République du Cameroun, de la République du Niger, de la Pologne, de la Slovénie et de la République Tchèque.
Il est docteur honoris causa de l'Université de Bucarest, et chevalier de la Légion d'honneur.

### Publications
- « Issues for official statistics in Europe, a political environment », ISI Florence, août 1993

- « Rôle de la statistique dans l’intégration européenne », Vienne, septembre 1994

- « Eurostat approach to quality »  (avec W. Grünewald), OCDE, The statistics Newsletter, no 8, mars 2002

- « Challenges to Eurostat in a united Europe », Vienne, septembre 2001
- « Le système statistique européen, utopie ou défi ambitieux ? » 2 mai 2004